# Luís Augusto Ferreira de Castro
Luís Augusto Ferreira de Castro GCA (13 de Março de 1848 – 8 de Setembro de 1931) foi um militar português.

## Família
Era filho de António Gomes de Castro (Fronteira, Fronteira, 28 de Fevereiro de 1807 - 24 de Novembro de 1887) e de sua mulher (Lisboa, São Nicolau, 20 de Setembro de 1838) Maria Guilhermina Ferreira (Lisboa, São Nicolau, 25 de Junho de 1817 - 29 de Julho de 1885).

## Biografia
Foi o 10.º Coronel Comandante da Escola Prática de Engenharia de 1905 a 1906 e atingiu o posto de General.
Foi o 8.º Grão-Mestre do Grande Oriente Lusitano Unido de 1899 a 1906.
A 5 de Outubro de 1923 foi agraciado com a Grã-Cruz da Ordem Militar de Avis.

## Casamentos e descendência
Casou com Margarida Rita de Matos (Lisboa, Mercês, 5 de Agosto de 1857 - Lisboa, Lapa, 29 de Abril de 1934), de quem teve nove filhas e um filho, o Capitão-Tenente Luís Augusto de Matos Ferreira de Castro, Comendador da Ordem Militar de Sant'Iago da Espada a 13 de Janeiro de 1921 e Cavaleiro da Ordem Militar de Avis a 28 de Maio de 1932.